# Барахмани
Барахма́ни (рос. Барахманы, ерз. Барахманы) — село у складі Великоігнатовського району Мордовії, Росія. Входить до складу Вармазейського сільського поселення.

## Населення
Населення — 37 осіб (2010; 62 у 2002).
Національний склад (станом на 2002 рік):
- росіяни — 84 %